# Martinus Beijerinck
Martinus Willem Beijerinck (født 16. marts 1851, død 1. januar 1931) var en nederlandsk mikrobiolog og botaniker. Han betragtes ofte som en af grundlæggerne af virologi og miljømikrobiologi. På trods af sine mange banebrydende og skelsættende bidrag til videnskaben generelt, blev han aldrig tildelt Nobelprisen.